# 子飼

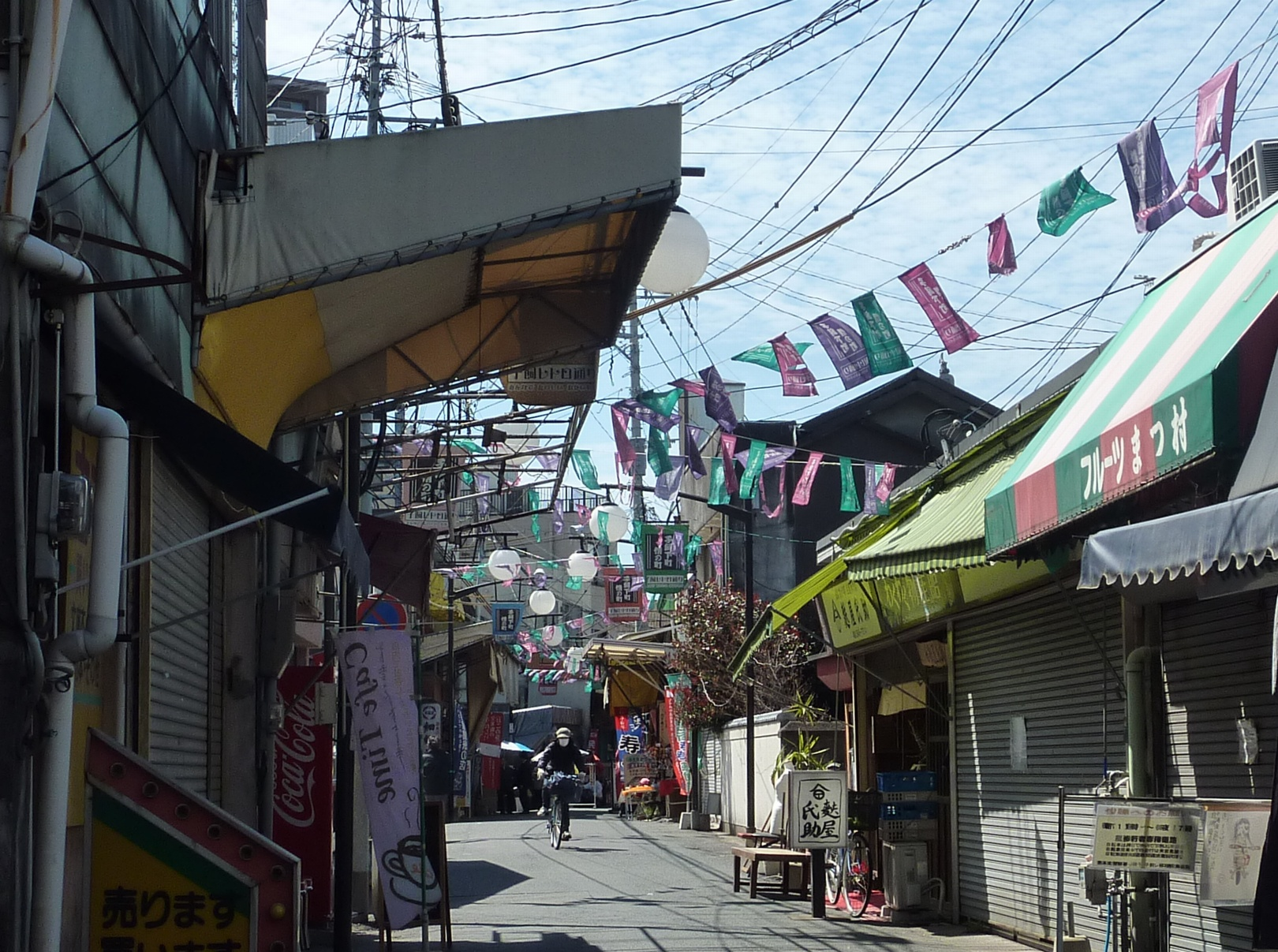
子飼商店街（2011年3月）

子飼（こかい）は、熊本県熊本市の中央区にある町。
子飼商店街に代表されるように、昭和の風情や面影を色濃く残す地域である。
また、熊本大学が近くにあることから、学生街としても知られている。
江戸時代には白川の水害による被害を受け、特に、1796年の大水害後には一夜塘（堤防）が築かれた。一夜塘は大正時代に建設された子飼橋と新たな堤防の建設に伴い役割を終えて姿を消したが、子飼本町の一夜塘公園付近などに名残が見られる。

## その他
- 子飼商店街
- 子飼交差点‐日本初のスクランブル交差点（1969年設置）。
- 熊本西子飼郵便局

## 交通
- 産交バス、電鉄バス、熊本都市バスの路線が、子飼橋バス停、薬園町（やくえんちょう、電鉄バスのみ）バス停、浄行寺バス停などから利用できる。